# Ola Kamara
Ola Williams Kamara (Oslo, 15 oktober 1989) is een Noors voetballer die doorgaans als aanvaller speelt. Hij verruilde Los Angeles Galaxy begin 2019 voor Shenzhen FC. Kamara debuteerde in 2013 in het Noors voetbalelftal.

## Clubcarrière
Kamara debuteerde op zestienjarige leeftijd voor Stabæk IF. Hij werd het volledige kalenderjaar 2007 uitgeleend aan Hønefoss BK. In januari 2009 vertrok hij naar Strømsgodset IF. Daar maakte hij dertien doelpunten in honderd competitiewedstrijden. In januari 2013 tekende Kamara transfervrij een contract bij het Oostenrijkse SV Ried, dat hem meteen uitleende aan TSV 1860 München. Hij speelde tien wedstrijden voor de club uit München. Op 26 juli 2013 werd besloten om Kamara een halfjaar uit te lenen aan zijn oud-werkgever Strømsgodset IF. Bij zijn terugkeer maakte hij twaalf doelpunten in veertien competitiewedstrijden voor Strømsgodset, waarmee hij een aandeel had in het behalen van de landstitel. Na één jaar gespeeld te hebben bij de Noorse club keerde hij niet terug bij SV Ried, maar tekende hij in februari 2014 een contract bij Austria Wien. Bij Wien had Kamara een rol als invaller: in de seizoenen 2013/14 en 2014/15 had hij in totaal drie keer een basisplaats in een competitiewedstrijd. In januari 2015 verhuurde Austria Wien hem aan Molde FK, terug in Noorwegen, voor de rest van het kalenderjaar. Bij Molde had Kamara wel een plaats in het basiselftal en speelde hij de meeste wedstrijden in de Tippeligaen volledig. In de competitie maakte hij onder meer twee doelpunten tegen FK Bodø/Glimt op 11 april 2015 (eindstand 1–3) en Sandefjord op 12 september 2015 (eindstand 2–4 winst). Op 3 juli maakte hij een hattrick in de uitwedstrijd tegen Sarpsborg 08, die Molde met 1–4 won. Ook was hij op Europees niveau actief: in de voorrondes voor de UEFA Champions League 2015/16 maakte hij in vier wedstrijden vier doelpunten.

## Interlandcarrière
Kamara maakte op 11 oktober 2013 zijn debuut in het Noors voetbalelftal in de met 3–0 verloren WK-kwalificatiewedstrijd tegen Slovenië. Hij viel na 61 minuten in voor Daniel Braaten. Het duel was de eerste interland onder leiding van bondscoach Per-Mathias Høgmo. Vier dagen later speelde Kamara ook mee in de laatste wedstrijd in het kwalificatietoernooi voor het WK 2014 tegen IJsland, die eindigde in een 1–1 gelijkspel. Op 15 januari 2014 maakte hij zijn eerste interlanddoelpunt in Abu Dhabi in een oefeninterland tegen Moldavië (1–2 winst).

## Erelijst
Strømsgodset IF
- Landskampioen

2013
- Noorse beker

2010